# Bubú funest
El bubú funest (Laniarius funebris) és un ocell de la família dels malaconòtids (Malaconotidae).

## Hàbitat i distribució
Habita sabanes amb acàcies a Somàlia, sud d'Etiòpia i Sudan del Sud cap al sud fins Uganda, Ruanda, Kenya i Tanzània.